# 小道迷子
小道 迷子（こみち めいこ）は日本の漫画家・コラムニスト。女性。
代表作は『ビッグコミックスピリッツ』（小学館）に連載された『風します?』など。
東京中日スポーツに競馬予想コラム「あたったらゴメン」を連載している。

## 作品リスト

### 漫画作品
- ごっつぁんでごんす
- てんてんてん蔵
- あまったあんこ
- ももいろ学園
- なんたって桃の湯
- ねこねこね
- ちくわぶ・でてくちぶ
- 虎（フー）ちゃん
- あるまじろ色
- 馬のように笑う
- 鏡の国のバイク
- 風します?（『ビッグコミックスピリッツ』、全6巻）
- ころんでたまへ
- 桜えびのかきあげ
- しょうじょ探偵団
- たまちゃん
- 天使のように
- にゃんにゃん女子高校
- どカモ・かもかも
- なんたって桃の湯へのかっぺっぺ
- ぱしゃりんこ―カメラマン島野大介とその家
- ぴょんにゃらごろごろ
- ポコあポコ（『ビッグコミックスピリッツ』、全3巻）
- またたび（『まんがライフオリジナル』）
- 無印良馬
- めじことヒツジさんのにゃんにゃん女子高校
- 龍丸散
- 味噌屋さぶれの板前日記（『まんがライフオリジナル』）
- ころんでもころっけ（『まんがライフオリジナル』）
- 小道迷子の中国語に夢中―迷上中国話
- 小道迷子の中国語・発音しませんか
- 台湾素食―たいわんすーしー。目からウロコの健康食
- チャンさん家の台湾ベジごはん
- 小道迷子のことわざで中国語
- 小道迷子の台湾ではじめよう、中国語

### アンソロジー
- 『Comic M──早川書房創立70周年記念コミックアンソロジー〔ミステリ篇〕』（2016年1月22日発売[1]、早川書房） - 「ホームズくんの秘密」（『ミステリマガジン』1987年9月号掲載）収録[1]

### その他
- 神仙寺瑛『天使の事情』トリビュート（『まんがライフセレクション 天使の事情増刊号』[2]、2014年4月） - トリビュート4コマ掲載[2]
- 特集「このミステリ・コミックが大好き！」（『ミステリマガジン』2017年7月号[3]） - 描きおろし漫画寄稿[3]